# Aeroportul Dimmit County
Aeroportul Dimmit County (IATA: CZT, ICAO: KCZT, FAA LID: CZT) este un aeroport din Comitatul Dimmit, Texas, Statele Unite ale Americii.
Situat la o altitudine de 182,30088 m, aeroportul dispune de 1 pistă.

## Infrastructură

### Piste
Aeroportul dispune de o singură pistă. Pista 13/31 are suprafața de asfalt și dimensiunile 5.003 picioare × 75 picioare. 